# Giampaolo Musumeci

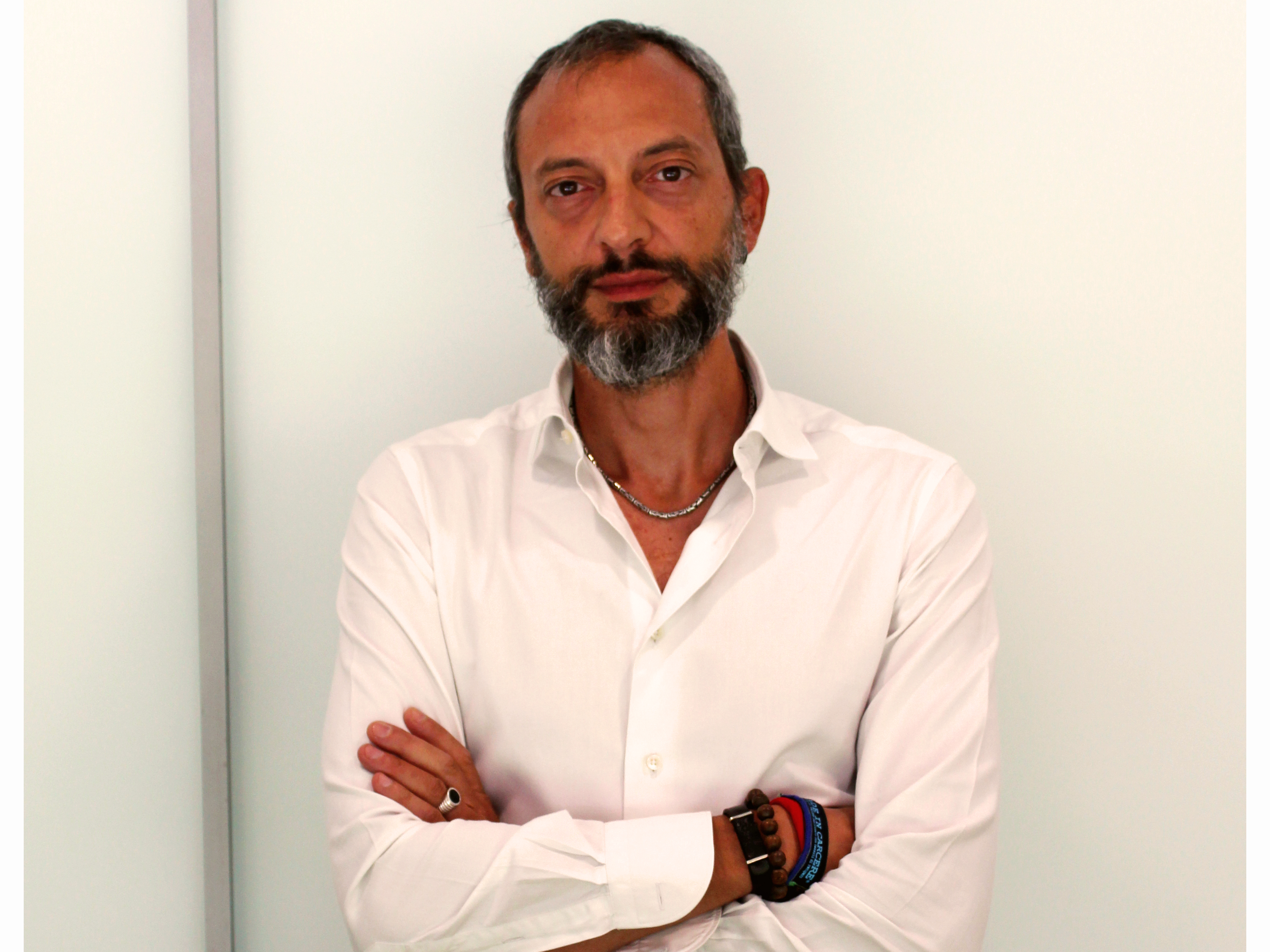
Giampaolo Musumeci al Festival Le Livre à Metz

Giampaolo Musumeci (Vicenza, 19 giugno 1972) è un giornalista, fotografo e scrittore italiano.

## Biografia
Nel 1991 consegue la Maturità Classica presso il liceo statale Rinaldo Corso a Correggio, nel 1997 si laurea in economia all'Università di Modena ed inizia ad interessarsi a temi legati all'Africa, guerre ed emigrazione come fotografo. Successivamente ha cominciato a produrre reportage radiofonici e televisivi.
Ha iniziato a occuparsi di esteri nel 2004, quando si è recato in Algeria. Nel 2006 ha iniziato a occuparsi di rotte dell'immigrazione raccontando le partenze di migranti dalla Mauritania.
Nel 2009, realizza il reportage "Sopravvivere a Mogadiscio, la città più armata del mondo", assieme ad Ugo Borga e Matteo Fagotto, trasmesso in Italia da Sky TG24 in Svizzera dalla radio Rete 2 della Radio Svizzera Italiana, in Gran Bretagna da Channel 4 e riportato sul quotidiano britannico The Independent e sul settimanale tedesco Die Zeit.
Dal 2020 conduce il programma radiofonico "Nessun luogo è lontano" su Radio 24.
Nel 2014 è coautore, con Andrea Di Nicola, del libro di inchiesta "Confessioni di un trafficante di uomini", incentrato sugli interessi economici legati ai migranti e tradotto anche in Germania, Francia, Olanda, Polonia, Finlandia e Taiwan.
Il libro ha suscitato interesse sia a livello nazionale che internazionale.
Sempre nel 2014 va in Yemen per un servizio sulle spose bambine e produce il reportage "Congotales" assieme a Katia Marinelli, che presenta la situazione della Repubblica Democratica del Congo.
Nel 2015 è tra gli autori del programma L'erba dei vicini di Beppe Severgnini, trasmesso da Rai 3.
Nel 2016 collabora alla trasmissione di Rai 3 Politics - Tutto è politica.
Nel 2017, per la trasmissione "Laser" della Radio Svizzera Italiana, è per settimane nella città belga di Molenbeek.
Per due anni ha insegnato alla Scuola Civica di Cinema Luchino Visconti di Milano videoreportage, oltre che al Master di Radio24. Tiene spesso seminari, workshop e incontri presso Università Italiane e straniere. È autore e conduttore del programma radiofonico Io sono il cattivo e "Nessun Luogo è Lontano" tutti giorni alle 16, entrambi trasmessi da Radio 24.

## Opere
- Andrea Di Nicola e Giampaolo Musumeci, Confessioni di un trafficante di uomini, Chiarelettere, 2014, ISBN 9788861903746, OCLC 898714529.
- (DE) Andrea Di Nicola e Giampaolo Musumeci, Bekenntnisse eines Menschenhändlers: Das Milliardengeschäft mit den Flüchtlingen, Kunstmann, 2015, ISBN 9783956140297.
- (FR) Andrea Di Nicola e Giampaolo Musumeci, Trafiquants d'hommes, L. Levi, DL 2015, cop. 2015, ISBN 9782867467776, OCLC 911402937.
- (NL) Andrea Di Nicola e Giampaolo Musumeci, Bekentenissen van een mensensmokkelaar : achter de schermen van het grootste reisbureau ter wereld, a cura di Ada Duker, Annette de Koning, Eerste druk, ISBN 9789461643919, OCLC 976411093. URL consultato il 30 luglio 2019.
- (ES) Andrea Di Nicola e Giampaolo Musumeci, Confesiones de un traficante de personas, a cura di Marina Lastra Reviriego, Primera edición en esta colección: febrero de 2019, Altamarea, ISBN 9788494833571, OCLC 1103685140. URL consultato il 30 luglio 2019.
- Giampaolo Musumeci, Io sono il cattivo. Quindici ritratti di geni del male, Radio 24 e Il Sole 24 Ore, 2020, ISBN 9788863456769.
- Andrea De Nicola e Giampaolo Musumeci, Cosa loro, cosa nostra. Come le mafie straniere sono diventate un pezzo d'Italia, Utet, 2021, ISBN 9788851181253.

## Opere teatrali
- Io, trafficante di uomini  (2019)[21]

## Riconoscimenti
- 2018 - Premio Matano[22]